# Mychonia nigromaculata
Mychonia nigromaculata là một loài bướm đêm trong họ Geometridae.